# Medocostes lestoni
Famille
Genre
Espèce
Medocostes lestoni est une espèce africaine d'insectes hémiptères, du sous-ordre des hétéroptères (punaises) et de l'infra-ordre des Cimicomorpha. C'est la seule espèce connue du genre Medocostes, lui-même seul genre connu de la famille des Medocostidae.

## Description
Cette punaise a des antennes visibles de 4 articles, des ocelles en arrière des yeux composés. Le rostre, dont la base est enserrée dans des buccules, comprend 3 segments au lieu de 4 (à la suite d'une fusion partielle), le dernier plus long que les deux autres réunis, et atteignant les hanches postérieures. Le pronotum est aplati, avec un court collier. Le scutellum est grand. À la différence des Velocipedidae, ses hémélytres ne comportent pas de cunéus, et l'exocorie n'est pas particulièrement élargie. La membrane présente 3 cellules basales et plusieurs veines simple ou bifurquées. Ses tarses médians et postérieurs comptent 3 articles. Sa taille va de 8 à 10.2 mm. Comme pour les Pachynomidae, aucune larve n'est pour l'instant connue,. 

## Répartition et habitat
La répartition de cette espèce est afrotropicale. Les rares individus trouvés l'ont été au Ghana, au Cameroun et en République démocratique du Congo. 
Elle vit dans le bois en décomposition (saproxylique), et a été trouvée sous des écorces.  

## Biologie
On ne sait presque rien de la biologie de cette famille et espèce, si ce n'est qu'il s'agit d'une espèce prédatrice de petits arthropodes du bois en décomposition.

## Systématique
Medocostes lestoni et Medocostes carayoni ont été décrits par Pavel Štys en 1967, pour lesquelles il a créé le genre et la famille. En effet, leurs caractéristiques ne permettaient pas de les assigner à une autre famille. Toutefois, le statut de ce groupe a varié. Le genre a toutefois été successivement considéré comme un sous-groupe des Velocipedidae (Kerzhner, 1971), comme une sous-famille des Nabidae (Carayon, 1970; Kerzhner, 1981, 1989), et puis confirmé comme une famille à part entière (Schuh & Štys 1991, Schuh & Slater 1995, Schuh et al. 2009, Gossner & Damken 2018, Yamada et al. 2018). Entretemps, Medocostes carayoni a été considéré comme synonyme de M. lestoni par Kerzhner en 1989. La famille ne compte donc qu'une seule espèce. L'holotype est conservé au MNHN de Paris.
Au niveau des taxons supérieurs, cette famille a été placée parmi les Naboidea (Cimicimorpha) avec les Nabidae par la plupart des analyses phylogénétiques récentes, et dans le regroupement des Cimiciformes. Toutefois, de nombreux sites la maintiennent encore dans les Cimicoidea, comme c'est le cas pour les Nabidae. 

### Genre et espèce
Selon NCBI (5 mai 2022) :
- genre Medocostes Štys 1967
- espèce Medocostes lestoni Štys 1967